# Beleza da matemática

Um exemplo da "beleza no método" - uma prova elegante e simples do Teorema de Pitágoras.

Beleza Matemática é o termo que descreve o prazer estético que alguns matemáticos dizem derivar do seu trabalho, e da Matemática em geral. Eles expressam este prazer descrevendo a matemática como "bela" (ou alguns aspectos da matemática). Alguns matemáticos descrevem a matemática como uma forma de Arte, ou, no mínimo, como uma atividade criativa. Comparações são frequentemente feitas com as Música e a Poesia.
Bertrand Russell expressou o que entendia como o seu senso de beleza matemática da seguinte forma:

A Matemática, corretamente observada, possui não somente a verdade, mas suprema beleza - uma beleza fria e austera, como a de uma escultura, sem nenhum apelo a qualquer parte mais fraca da nossa natureza, sem os belos ornamentos da pintura ou da música, mas sublimemente pura, e capaz de uma perfeição rígida, como só a grande arte pode mostrar. O verdadeiro espírito de alegria, exaltação, no sentido de ser mais do que o Homem, que é a pedra de toque da mais alta excelência, encontra-se na matemática, tão certo como a poesia.

Paul Erdős expressou seu ponto de vista sobre a inefabilidade da matemática quando disse: "Por que os números são belos? É como perguntar porque a Nona Sinfonia de Beethoven é bela. Se você não consegue ver o porquê, ninguém poderá dizê-lo a você. Eu sei que os números são belos. Se eles não são belos, nada mais é".

## Beleza no método
Matemáticos descrevem um método especialmente agradável de prova como elegante. Dependendo do contexto, isso pode significar:
- Uma prova de que utiliza um mínimo de pressupostos adicionais ou resultados anteriores;
- Uma prova extraordinariamente sucinta;
- Uma prova derivada um resultado de forma surpreendente (por exemplo, a partir de um teorema aparentemente sem relação ou uma coleção de teoremas);
- Uma prova baseada em percepções novas e originais;
- Um método de prova de que pode ser facilmente generalizado para resolver uma família de problemas semelhantes.

Na busca por uma prova elegante, matemáticos muitas vezes olham para diferentes formas independentes para provar um resultado de que a primeira prova que é encontrada pode não ser a melhor. O teorema para o qual foram descobertos o maior número de provas diferentes é, possivelmente, o teorema de Pitágoras, com centenas de provas de ter sido publicado. Outro teorema que foi provado em muitas maneiras diferentes é o teorema de reciprocidade quadrática. Só Carl Friedrich Gauss publicou oito provas diferentes deste teorema.

Por outro lado, os resultados que são logicamente corretos, mas envolvem cálculos laboriosos, métodos extremamente elaborados, abordagens muito convencionais, ou que contam com um grande número de particularmente poderosos axiomas ou resultados anteriores não são considerados elegantes, e podem ser chamados de feios ou desajeitados.

Começando em e^{0} = 1, viajando na velocidade i em relação à sua posição para o tempo de π, e adição de 1, chega-se a 0. (O diagrama é um Diagrama de Argand)

## Beleza nos resultados
Alguns matemáticos veem beleza em resultados matemáticos que estabelecem conexões entre duas áreas da matemática que, à primeira vista parecem ser independentes. Estes resultados são freqüentemente descritos como profundos.
Embora seja difícil chegar a um acordo universal sobre se um resultado é profundo, alguns exemplos são frequentemente citados. Um deles é a identidade de Euler:
{\displaystyle \displaystyle e^{i\pi }+1=0\,.}